# With Ur Love
With Ur Love è il secondo singolo della cantante inglese Cher Lloyd, pubblicato il 28 ottobre 2011 dall'etichetta discografica Syco Music. Il singolo, un duetto con Mike Posner, è il secondo ad essere estratto dall'album di debutto della cantante, Sticks and Stones, uscito la settimana successiva. Il singolo è stato scritto da Savan Kotecha, Shellback e Max Martin e prodotto da Shellback. Nonostante se ne fosse previsto il debutto alla vetta, il singolo è entrato alla quarta posizione della classifica britannica e alla quinta di quella irlandese. Le vendite nel Regno Unito nella prima settimana sono tuttavia 74.000, maggiori delle 66.000 vendute dal singolo precedente, Swagger Jagger, entrato alla vetta della classifica.
Il singolo è stato esibito live a The X Factor nella puntata del 30 ottobre 2011. Il video di With Ur Love è stato pubblicato il 1º ottobre 2011 sul canale VEVO di Cher Lloyd.

## Tracce
EP digitale
1. With Ur Love – 3:46
2. With Ur Love (Versione acustica) – 3:45
3. With Ur Love (Alex Gaudino & Jason Rooney Remix) – 6:28
4. With Ur Love (Digital Dog Radio Edit) – 4:21
5. With Ur Love (Teka & SoulForce Reggae Remix) – 3:48

## Classifiche
| Classifica (2011) | Posizione massima |
| ----------------- | ----------------- |
| Australia         | 43                |
| Belgio (Fiandre)  | 61                |
| Irlanda           | 5                 |
| Nuova Zelanda     | 16                |
| Regno Unito       | 4                 |